# Robert Freymann
Robert Freymann (1906 - 1987) foi um médico alemão radicado em Nova Iorque que prescrevia drogas pesadas a seus pacientes. John Lennon compôs um canção sobre o médico intitulada "Doctor Robert"